# Campionati africani under 18 di atletica leggera
I Campionati africani under 18 di atletica leggera (in inglese African Athletics U18 Championships) sono una competizione continentale organizzata dalla Confederation of African Athletics e riservata agli atleti della categoria under 18.
La manifestazione ha cadenza biennale e si svolge negli anni dispari. La prima edizione si tenne nel 2013 a Warri, Nigeria. Fino al 2015 la competizione era chiamata campionati africani allievi di atletica leggera.

## Edizioni
| Edizione | Anno | Città   | Nazione        | Data           | Sede                         |
| -------- | ---- | ------- | -------------- | -------------- | ---------------------------- |
| 1        | 2013 | Warri   | Nigeria        | 28 - 31 marzo  | Warri Township Stadium       |
| 2        | 2015 | Réduit  | Mauritius      | 23 - 26 aprile | Maryse Justin Stadium        |
| 3        | 2019 | Abidjan | Costa d'Avorio | 16 - 20 aprile | Stade Félix Houphouët-Boigny |